# Место назначения — Луна
«Место назначения — Луна» (англ. Destination Moon) — американский художественный фантастический фильм режиссёра Ирвинга Пичела, вышедший на экраны в 1950 году. Создан по отдалённым мотивам романа Роберта Хайнлайна «Ракетный корабль „Галилео“».
Первый значительный успех в фильмографии классика кинофантастики Джорджа Пала. Премия «Оскар» за спецэффекты и одна номинация за лучшую работу художника-постановщика. Новаторская для своего времени работа, первая цветная полнометражная научно-фантастическая лента в истории кинематографа США, оказавшая значительное влияние на последующее развитие жанра.

## Сюжет
Руководитель научно-исследовательской группы Чарльз Каргрейвс и генерал Томас Тейер проводят эксперименты по созданию ракеты для вывода искусственного спутника  на орбиту Земли. Прототип ракеты взрывается на стартовой площадке (поговаривают о саботаже со стороны потенциального противника). Финансирование проекта со стороны государства прекращается. Через два года генерал встречается с экспертом по аэронавтике Джимом Барнсом и предлагает начать более амбициозный проект — создать ракету, которая смогла бы достичь Луны. Учёный высказывает сомнения по поводу реальности затеи, но генерал предлагает использовать ядерный двигатель от прошлых проектов. Барнс вдохновлён проектом и начинает кампанию по сбору средств в среде частного капитала. Сообщение о том, что США могут иметь приоритет в освоении Луны, возымело действие, и источник финансирования найден.
Начинается строительство одноступенчатой пилотируемой ракеты Luna. Длина ракеты должна была составить около 46 метров (150 футов), снаряжённая масса — 250 тонн. Когда проект близится к концу, вновь раздаются голоса критиков, которые убеждают не начинать испытания, так как, по их мнению, атомный двигатель не прошёл необходимые испытания и может быть угрозой жизни человека. Опасаясь новых проблем, команда решает отправляться к Луне немедленно. В последний момент радист команды Браун слёг в больницу с аппендицитом, и с трудом удаётся уговорить помощника Брауна — Джоя Суини — заменить его в экспедиции. Постановлением суда на любые действия на космодроме наложен арест, но команда стартует несмотря на это. К Луне отправляются четверо: Каргрейвс, Тейер, Барнс и Суини. Старт ракеты с площадке в пустыне Мохаве (местность Люцерн-Вэлли) происходит успешно, и начинается космическое путешествие. Астронавты испытывают состояние невесомости. В ходе полёта выходят из строя двигатели, и Каргрейвсу приходится выйти за пределы ракеты. Из-за того, что его магнитные ботинки не сработали, Каргрейвса уносит в открытый космос. С большим трудом генералу удаётся вернуться назад, используя импровизированный реактивный двигатель из кислородного баллона.
Ракета выходит на окололунную орбиту и благополучно совершает прилунение в районе кратера Гарпал (Море Холода). Первым ступивший на Луну астронавт говорит:
Милостью Бога и во имя Соединённых Штатов, я вступаю во владение этой планетой для блага всего человечества.
При подготовке к отлёту выясняется, что в спешке астронавты не всё учли. Для взлёта с поверхности Луны у ракеты слишком большой вес. Обсуждается даже вариант оставить одного из членов экипажа, но, в конце концов, команда избавляется от всего лишнего оборудования, выбросив его через шлюз. Luna стартует к Земле. Вместо привычного «The End» («Конец фильма») зритель видит лозунг «This is THE END…of the Beginning» («Это конец… начала»).

## В ролях
- Джон Арчер[англ.] — Джим Барнс
- Уорнер Андерсон — Чарльз Каргрейвс
- Том Пауэрс — генерал Тейер
- Ричард Льюис «Дик» Вессон[англ.] — Джой Суини
- Эрин О’Брайен-Мур[англ.] — Эмили Каргрейвс
- Эверетт Глас — Ла Порте
- Грэйс Стэффорд — Вуди Вудпекер (голос)

## Создание

### Предыстория
Первые послевоенные годы — время золотого века научной фантастики. В этот период увидели свет произведения ставшие классикой так называемой твёрдой фантастики — работы Кларка, Азимова, Лейнстера и других. Книги пользовались большой популярностью у читателей. В 1946—1949 году успешно прошли первые суборбитальные запуски баллистических ракет. В СМИ активно обсуждались возможности использования ракет с целью исследования космоса и для гражданских нужд.

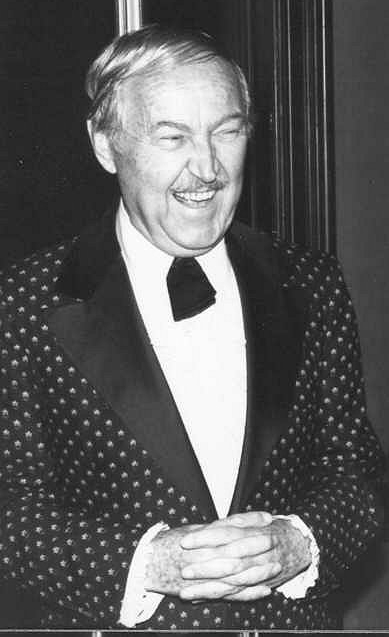
Джордж Пал (1979)

В 1947 году Роберт Хайнлайн написал роман «Ракетный корабль „Галилей“», в котором речь шла о молодом учёном и его юном помощнике, которые построили ракету для полёта на Луну. Герои выясняют, что на Луну ещё раньше их попали неонацисты и основали там военную базу. Как вспоминал Хайнлайн, в это же время у него и появилась идея экранизировать фантастику. Он полагал, что съёмки подобного фильма могут иметь далеко идущие последствия и воздействие на общественное мнение в отношении к полётам в космос. Первоначально писатель планировал снять документальный или научно-популярный фильм.
В 1948 году писатель посетил Голливуд и встретился там с Фрицем Лангом. Попытка совместного творчества не удалась. Ланг был человеком, с которым было непросто найти общий язык. Затем Хайнлайн встретился со сценаристом Элфордом Ван Ронкелем и затем с другим единомышленником — продюсером Джорджем Палом. Уже имевший определённое имя в киноиндустрии Пал вынашивал аналогичный замысел и стороны согласились создать сценарий игрового фильма.
Идея не встретила понимания у крупных киностудий и показалась «слишком фантастичной», как выразился Хайнлайн. Зрителей в то время привлекали мелодрамы, мюзиклы и вестерны. Опыт съёмок и проката фантастического кино был весьма ограниченным. Либо это были новаторские работы, подобные фильмам Фрица Ланга («Метрополис», «Женщина на Луне»), либо картины сказочного характера, ориентированные на подростковую аудиторию (киносериал «Флэш Гордон» и «Бак Роджерс»). Как бы то ни было, они не имели особого кассового успеха. Однако массовая популярность научно-фантастической литературы в 1950-х говорила о том, что у идеи определённо есть перспективы. В конце 1940-х Голливуд впервые стал испытывать конкуренцию со стороны телевидения и киностудии искали новые решения.
Джордж Пал нашёл поддержку в небольшой компании Eagle-Lion Films, где до этого выпускались в основном фильмы категории B. Стороны договорились о бюджете примерно в 600 000 $ и запланировали начать производство картины примерно в середине 1949 года. Рабочим названием картины стало «Operation Moon» («Операция Луна») и «Journey to the Moon» («Путешествие на Луну»). Создатели сразу отошли от сюжета книги. Хайнлайн и Пал решили полностью поменять концепцию, убрав из будущей картины прежний историко-социальный контекст, связанный с неонацизмом, и сфокусировались в сценарии на технократическом и документальном подходе. Представители кинокомпании заставляли несколько раз переделывать сценарий, опасаясь провала. Немало усилий пришлось потратить на то, чтобы объяснять руководству студии элементарные для учёного понятия (например, то, что на Луне нет атмосферы) и связанные с этим особенности сценария. С трудом консультанты смогли добиться исключения из картины, привычной в то время, лёгкой музыкальной интерлюдии, о чём так настаивало руководство студии, которое в один момент даже решило снимать почти мюзикл. В итоге от книги остался только полёт на Луну и фамилия главного героя. Хайнлайн придал очень большое значение точности в технической стороне вопроса и постоянно консультировался со специалистами в ракетной технике и астрономии. Даже место посадки в районе кратера Гарпалус стало предметом обсуждения. Земля с поверхности своего естественного спутника в картине видна в кадре именно там, где ей положено быть. Джордж Пал тщательно готовился к съёмкам, отрабатывая все технические вопросы, которые могли возникнуть в ходе производства. Фаза препродакшн сильно затянулась и съёмки были отложены на год.

У меня в голове сложился критерий по отношению к данной картине: если публика эмоционально поверит в возможность путешествия на Луну, в том виде как изображено в фильме, картину ждёт финансовый и любой другой успех. Если нет — она провалится.
Оригинальный текст (англ.)There is to my mind, a basic criterion which should be axiomatic in dealing with this picture: if the audience believes emotionally that they are making a trip to the Moon while they are seeing this picture, the picture will be a success, financially and other ways. If they don’t, we're a flop.
— Роберт Хайнлайн

### Подбор команды
Одновременно с подготовкой сценария Джордж Пал начал и подбор команды. Прежде всего, он решил, что в картине будут заняты малоизвестные исполнители, так как актёрская игра и конфликт на уровне личностей, как считал продюсер, не будут столь важны в будущей ленте. Определённое имя среди актёров имел только Джон Арчер, получивший известность благодаря роли в картине «Белое каление». В качестве художника постановщика продюсер привлёк Чесли Боунстелла, специализировавшегося на астрономической тематике. Иллюстрации к книге «Покорение космоса» 1949 года Боунстелла, послужили основной к раскадровке будущей картины. Образ ракеты, сильно напоминающей Фау-2, также был позаимствован из этой книги. Ли Завитс стал ответственным за специальные эффекты. Консультантом проекта в области ракетной техники стал весьма примечательный человек — инженер Герман Оберт, который работал ещё с Фрицем Лангом в картине «Женщина на Луне». Пал поощрял всякое креативное начало. Хайнлайн вспоминал, что ему было очень комфортно работать с Джорджем Палом, так как он давал полную творческую свободу всем, с кем он работал, не контролируя их в мелочах.
Решив, что строгое течение картины нужно чем-то разнообразить, Хайнлайн и Пал решили добавить в картину анимационную вставку. В ней дятел Вуди созданный Уолтером Ланцем рассказывает о некоторых принципах космического полёта. Ещё в 1948 году началась подготовка декораций, оборудования и пробные съёмки. Желая минимизировать риск, Джордж Пал даже сделал небольшую кампанию в своего рода фокус-группах. В нескольких кинотеатрах показали уже снятые небольшие отрывки из картины и он проследил за реакцией публики.

### Съёмки и выпуск в прокат
После почти годичного периода подготовки натурные и павильонные съёмки прошли с 14 ноября 1949 по конец декабря 1949 года. Съёмки велись на цветную плёнку 35 мм, в технологии Technicolor Three Strip.
Продюсер и режиссёр постоянно обращались к помощи консультантов с тем, чтобы съёмки полностью соответствовали замыслу. Создателям пришлось вступить на совершенно новую территорию и многие проблемы решались впервые. Как вспоминал Роберт Хайнлайн, производство картины собственно и напоминало реальную подготовку к полёту в космос. С тем чтобы передать на экране события в кабине ракеты в невесомости пришлось пойти на сложности, создав специальное крепление камеры и рабочее место оператора, которое могло вращаться. Одними из первых создатели использовали эффект, который потом часто использовался во многих картинах о космических путешествиях — искажение лиц космонавтов из-за перегрузки вызванной отрывом ракеты от Земли. Подобный эффект (являющийся, кстати, художественным вымыслом) был передан специальным гримом и накладками на лице.
Отдельная сложность возникла со скафандрами. Поначалу режиссёр хотел позаимствовать амуницию у лётчиков. Такое облачение смотрелось очень выигрышно и аутентично, но оказалось, что ткань подобных костюмов нежная и легко рвалась от соприкосновения с рояльными струнами, на которых подвешивали актёров для имитации невесомости. Художнику пришлось создавать с нуля дизайн скафандров, но зато Пайчел получил то, что хотел: одел актёров в разноцветные скафандры и так их стало легче различать зрителю. В тяжёлых, закрытых скафандрах актёрам было тяжело перемещаться, и они быстро задыхались и уставали. Дошло до того, что пришлось применить принудительную вентиляцию, а Ирвину Пайчелу — бросить привычку курить на съёмочной площадке. Обычно в американских фильмах того времени, звук записывался непосредственно на съёмочной площадке, однако тут пришлось отказаться от привычного подхода. Во-первых, из скафандров всё равно не было слышно голоса актёров; а во-вторых, двери павильонов, для лучшей вентиляции, были открыты и шумы с улицы проникали вовнутрь. Таким образом, звук пришлось накладывать уже на этапе постпродакшн.
Для съёмок эпизодов связанных с ракетой декораторам пришлось создать полноразмерную реплику ракеты высотой около 40 метров. Участок лунной поверхности там, где села ракета, был полностью воссоздан в павильоне. Его строительство заняло около двух месяцев. Звездным небом стали несколько сотен квадратных метров бархата натянутого на заднике и автомобильные лампочки в качестве «звёзд». Для более реалистичного создания кратера Гарпалус использовались свежие фотографии поверхности Луны, сделанные в обсерватории Паломар. Венцом работы художника Боунстелла явилась картина маслом площадью в несколько десятков квадратных метров, изображающая лунный пейзаж на заднике. В работе над фильмом Джорджу Палу очень помог прошлый опыт работы над анимационными лентами. В картине в общей сложности около 5 минут анимационных вставок, и только на их подготовку и съёмки ушло столько же времени, сколько и на съёмки всей игровой части картины.
Незадолго до выпуска фильма в прокат выяснилось, что конкуренты не дремлют. В крайней спешке небольшая студия Lipert Pictures выбросила в прокат на три недели раньше чёрно-белую картину «Ракета XM-1» со схожим сюжетом. Джордж Пал хладнокровно воспринял это известие и никак не стал подгонять своих людей, решив закончить картину в соответствии с графиком. Картина «Место назначения — Луна» вышла в прокат 26 июня 1950 года. Картина оказалась весьма успешна в прокате. При бюджете примерно в 600 тыс. $ она собрала в домашней кассе США свыше 5 млн $

## Оценка

### Критика и достоверность

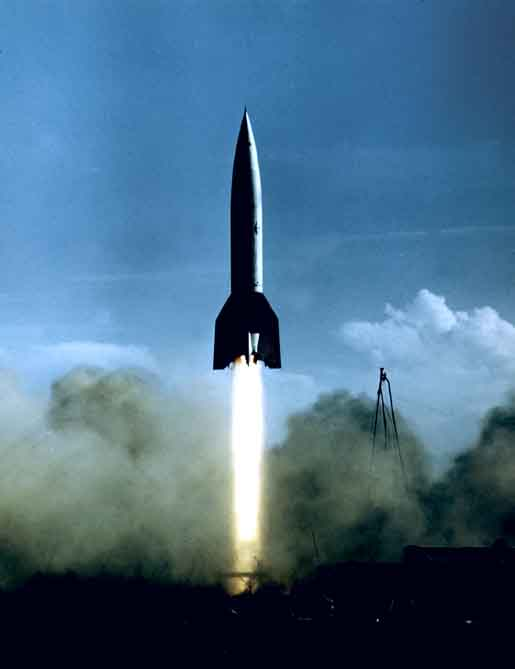
Космические ракеты в фильмах 1950-х копировали образ Фау-2

Адекватная оценка фильма критиками своего времени затруднялась тем, что его сложно было с чем-нибудь сравнить. Сюжет картины передаёт историю в документальном ключе, с позиций «твёрдой фантастики» его даже можно назвать несколько нудным. Здесь пока ещё нет пришельцев, бластеров и летающих тарелок. Присутствует и некоторый идеологический подтекст — на стартовой площадке ракеты рыщут неназванные вражеские агенты, устраивающие диверсии, однако эта тема не имеет дальнейшего развития. Нет в картине ни особой драмы, ни романтической линии. Современные критики актёрскую игру назвали «натужной». Пространные вставки, разъясняющие зрителю некоторые технические тонкости, ещё больше сближают «Место назначения — Луна» с научно-популярными фильмами. Определённое напряжение и сюжетный поворот можно наблюдать ближе к концовке, однако, все эти действия скорее технократического толка. Писатель Джон Бакстер высказался о том, что фильм получился довольно скучной «производственной драмой» из жизни астронавтов.
Босли Краутер отметил то, что зритель вряд ли оценит старания авторов следовать научной достоверности. Впрочем, новизна сюжета картины и революционные для своего времени спецэффекты также впечатляли. Это уже не попытки экранизации Верна или Уэллса: события показаны в новой традиции. На экране не происходит ничего экстраординарного, но зритель начинает сопереживать героям, погружаясь в атмосферу подготовки экспедиции и самого полёта. Краутер указал на режиссёрскую недоработку. Во время высадки на Луну астронавтов, сцены, которая по смыслу являлась эмоциональным пиком картины — собственно ничего не происходит. Зрителю довольно продолжительное время приходится ждать событий.
Вполне простительны были и некоторые технические неточности, которые бросаются в глаза современному зрителю. В реальности для экономии топлива при прилунении космонавты пользовались отдельным посадочным модулем — о таких тонкостях создатели ещё не знали. Чесли Боунстелл невольно стал автором и другой существенной ошибки. Для большего эффекта он изобразил поверхность Луны с глубокими долинами и высокими горами в «земном» стиле — с неровными краями и сильно изрезанными эрозией, которой на Луне нет. Ракета в фильме фактически является одноступенчатой, её описание в целом весьма достоверно. Вполне корректным было то, что большую часть снаряженной массы ракеты составляет горючее — только так можно преодолеть притяжение Земли. Некоторые детали предвосхитили и достаточно точно описали подробности путешествия и пребывания на Луне. Например, своеобразную лунную походку, связанную с низкой гравитацией.

### Значение и признание
Картина стала фактически первым цветным полнометражным научно-фантастическим фильмом в современной традиции. «Место назначения — Луна» несла на себе отпечаток своего времени и в настроении явственно ощущается эпоха холодной войны и гонки вооружений. В картине содержится также и явный намёк на только начавшуюся космическую гонку между СССР и США, но её значение в истории кинематографа оказалось далеко за пределами обычного конъюнктурного успеха. Приёмы и сценарные ходы оказали большое влияние на популярность жанра на многие годы. У картины с её ограниченным бюджетом практически не было рекламной кампании, однако ещё на этапе производства новаторская работа привлекла внимание СМИ. В результате оказалось, что даже небольшая студия смогла оказать влияние на развитие киноиндустрии в целом. Использованные в картине трюки и визуальные эффекты обогатили арсенал средств её преемников. «Когда миры столкнутся», «Обратный отсчёт», «Тесные контакты третьего рода» и другие фантастические картины испытали на себе значительное влияние фильма Джорджа Пала. Стэнли Кубрик в «Космической одиссее 2001 года» использовал схожий приём неспешного развития событий с пристальным вниманием техническим деталям. Преемники копировали даже трейлер картины, подчёркивая, что главным действующим лицом фильма становятся технологии и специальные эффекты, на которые и был главным образом потрачен бюджет картины. Во многих лентах 1950-х модным стало использовать ракету с сигарообразным серебристым корпусом, в соответствии с дизайном Боунстелла. После картины популярным стал специфический технический жаргон («Хьюстон, у нас проблема»), которые использовали герои картины. Даже словосочетание «Destination — Moon» после выхода в прокат устойчиво вошло в словарь английского языка.
«Нечто из иного мира» и «Место назначения — Луна» заложили основу для двух типов сюжетов будущих научно-фантастических картин. Если первая стала классикой фантастики ужасов, то вторая застолбила технократическое направление. Ричард Ходженс, в статье «Короткая трагедия кинофантастики», отметил историческое значение фильма «Место назначения — Луна», традиция которого к его сожалению не стала массовой. В наше время у зрителя кинофантастика ассоциируется, прежде всего, с насилием и ужасами. Между тем фильм 1950 года, стоявший у истоков жанра, предлагал совершенно иное направление развития жанра, гораздо более созвучное с книжной фантастикой. Критик Вивьен Собчак отметила, что скучное, на первый взгляд, путешествие на Луну демонстрировало будущее слияние человека и возможностей технологии. Достижение, кажущихся ещё вчера невозможными, целей за пределами Земли. Картина вовсе не о священном страхе перед загадочными машинами и их жрецами-учёными, а о том, что именно наука позволит человеку сделать следующий шаг в неизведанное.
Один из героев картины произносит пророческую фразу: «Кто бы ни контролировал Луну — в будущем будет и контролировать Землю» (whoever controls the moon will control the Earth). В фильме оказались предсказаны многие события, связанные с произошедшей спустя девятнадцать лет реальной высадкой на Луну — вплоть до торжественных слов, которые сопровождали первый шаг человека на Луне.

### Награды и номинации
- 1951 — премия «Оскар» за лучшие визуальные эффекты.
- Номинация на «Оскар» за лучшую работу художника-постановщика.
- 1951 — «Бронзовый медведь» Берлинского кинофестиваля за лучшую драму/приключение.
- 1951 — премия Хьюго[~ 3] за лучшую драматическую постановку.

## Переиздания
Картина не была издана на VHS ввиду проблем с авторскими правами картин компании Eagle-Lion Films, перешедшими сначала к MGM и затем к United Artists. В 2000 году, к 50-летнему юбилею картины, было осуществлено DVD издание компанией Image Entertainment. Ресурс DVD Savant оценил качества переноса как удовлетворительное, заметив, что, к счастью, картина вообще сохранилась в сколько-нибудь приемлемом качестве. Издание весьма скромно: звуковая дорожка только моно и отсутствуют субтитры. Дополнительные материалы практически отсутствуют: имеются только трейлер и несколько плакатов времени выпуска в прокат.

## Комментарии
1. ↑  После выхода фильма в прокат Роберт Хайнлайн выпустил одноимённую новеллизацию фильма, которая также приобрела популярность.
2. ↑  By the grace of God, and the name of the United States of America, I take possession of this planet on behalf of, and for the benefit of, all mankind.
3. ↑  Ретроспективное награждение в 2001 году.